# Sonnenberg (Wuppertal)
Die Ortslage Sonnenberg im Wohnquartier Schrödersbusch im Wuppertaler Stadtbezirk Vohwinkel geht auf eine alte Hofbezeichnung zurück.

## Lage
Der Ort befindet sich westlich eines bewaldeten Höhenrücken am südlichen Rand der Vohwinkeler Senke. Der Wald nahe Sonnenberg ist auch als Vohwinkler Stadtwald bekannt. Benachbarte Ortslagen sind Nocken, Schrödersbusch, Boltenheide, Schieten, Dasnöckel, Bies, Bracken und Stackenberg.

## Etymologie und Geschichte
Die Herkunft des Namens ist nicht geklärt, Sonnenberg muss nicht unbedingt zur Sonne in Beziehung stehen, er kann auch zum mittelhochdeutschen Wort ‚sunt‘ = süd gehören.
Die Ortsbezeichnung taucht als ‚Suneberg‘ erstmals 1312 auf. Nach Heimes wird Sonnenberg erstmals 1830 erwähnt.
Sonnenberg gehörte zur 1867 von Haan getrennten Bürgermeisterei Sonnborn, die 1888 unter Gebietsverlusten an Elberfeld in die Gemeinde Vohwinkel überging.
Im Gemeindelexikon für die Provinz Rheinland von 1888 werden ein Wohnhaus mit zwölf Einwohnern angegeben.
Ende der 1960er wurde bei Sonnenberg die Bundesautobahn 46 gebaut, es wurde hier ein tiefer Geländeeinschnitt geschaffen um das Tal bei Sonnborn zu erreichen.

## Die heutige Straße
Nach dieser Ortslage ist die Straße Sonnenberg mit einem unbekannten Benennungsdatum benannt. Sie führt auch als Autobahnbrücke über die A 46.

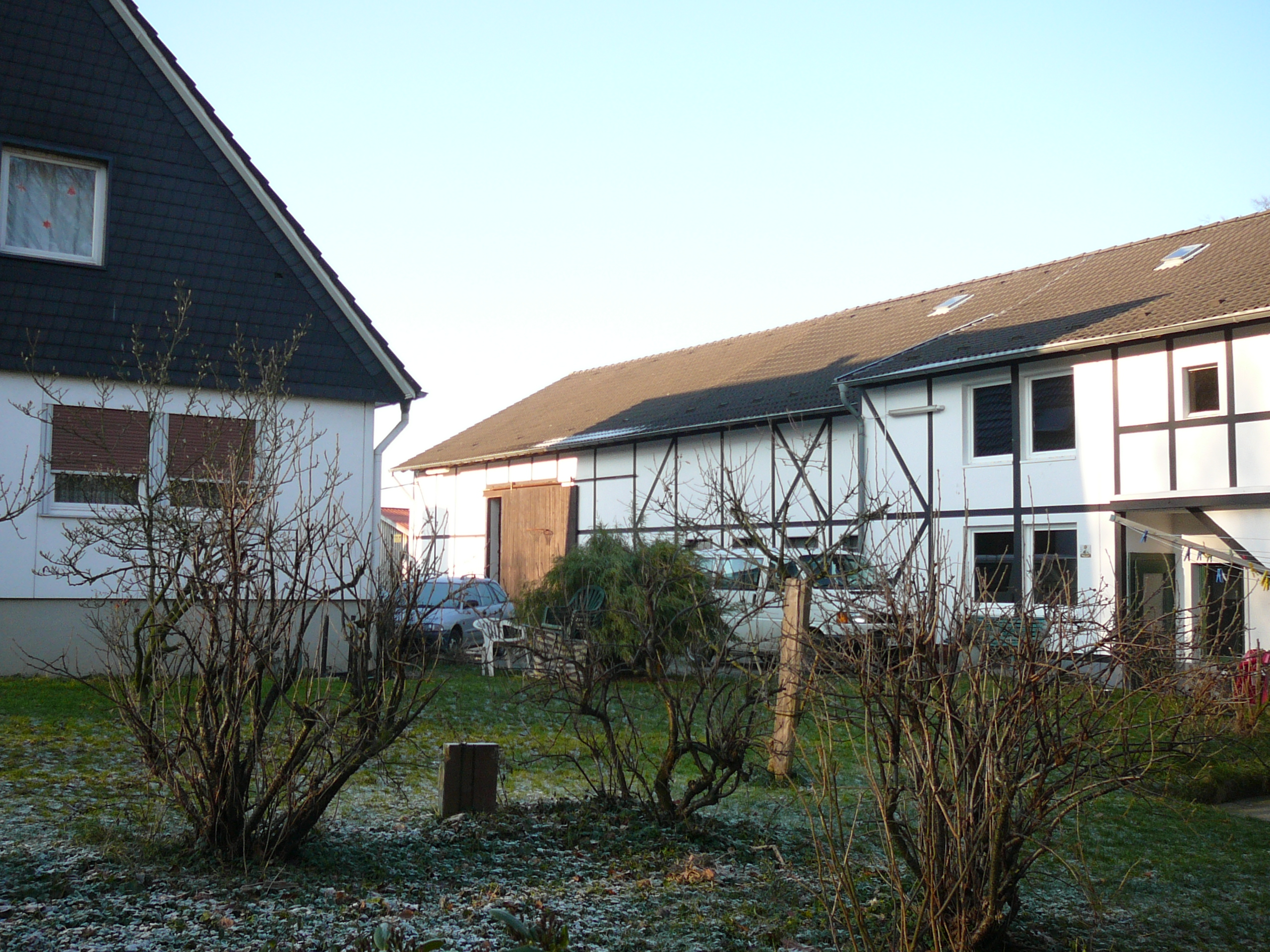
Die Hofschaft Sonnenberg (2008)
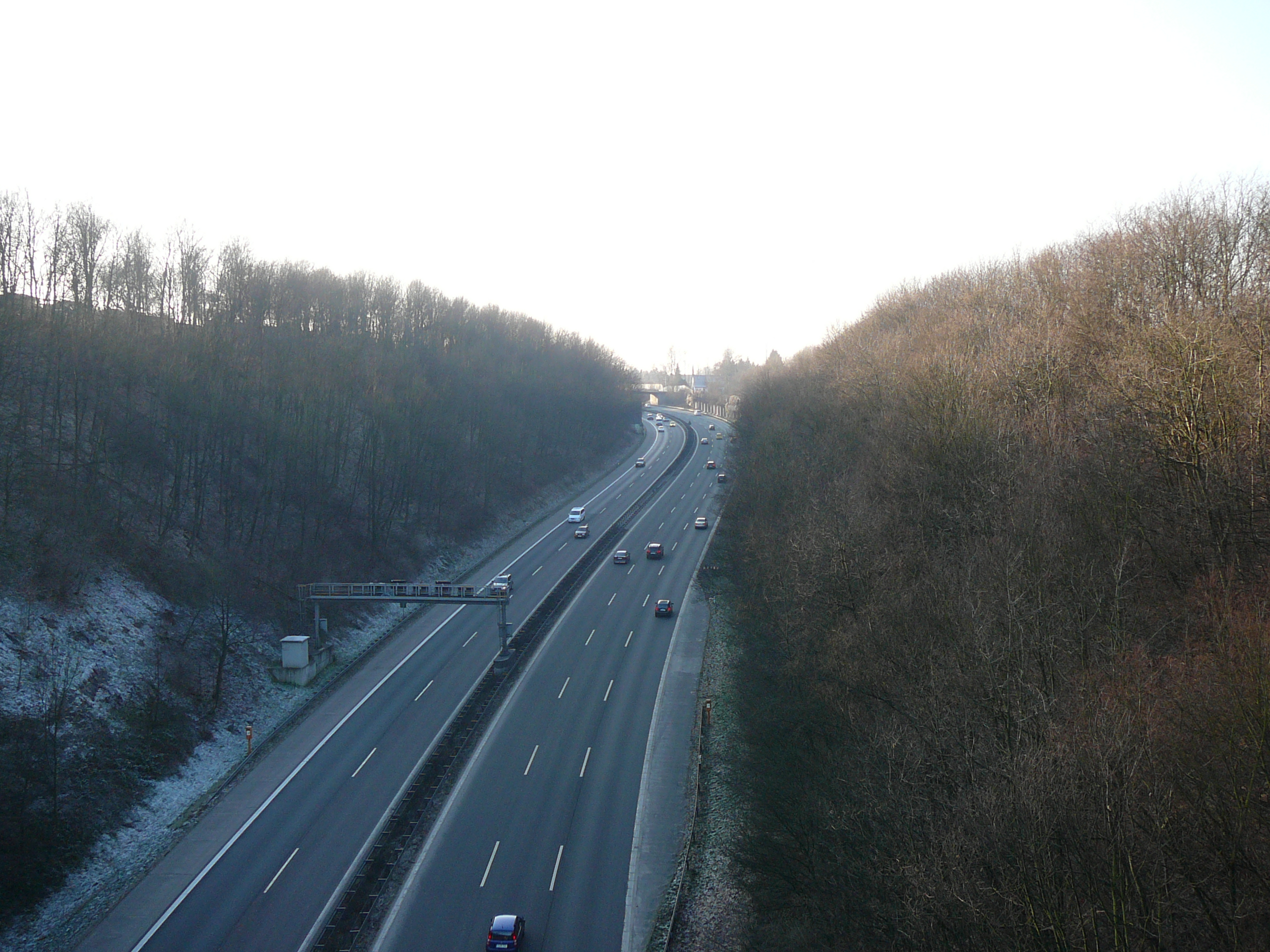
Blick von der Brücke Sonnenberg nach Westen